# Cesti Gal
Cesti Gal (també esmentat com Cest Gal, en llatí Cestius Gallus o Cestus Gallus) va ser un governador romà del segle i. Era fill del cònsol Gai Cesti Gal Camerí.
La primavera del 58, Gneu Domici Corbuló, amb plens poders, va deixar a Síria les legions IV i Legió XII Fulminata al comandament de Cesti Gal i va entrar a l'Armènia des Capadòcia amb les legions III, VI i la Legió XV Apollinaris restablint el domini romà sobre Armènia.
Fou nomenat governador de Síria vers el 64 i va substituir el 65 a Gai Cesenni Pet. Els jueus, sota la tirania del governador Gesi Flor, estaven a punt de revoltar-se i van demanar la intervenció de Gal; aquest va enviar a un oficial de non Napolità (Neapolitanus) per investigar, i va rebre un informe favorable als jueus, però no va prendre cap mesura.
El 66 va avançar cap a terres jueves quan havia esclatat la Primera Guerra Judeoromana: va sortir d'Antioquia, va reunir una important força a Acre i ocupar Ptolemais, Lidda i Joppa, on va matar els seus 8.400 habitants, atacar Jerusalem i sufocar la rebel·lió. i va arribar a Jerusalem on els jueus foren empesos a la part alta on hi havia el temple; podia haver acabat la guerra llavors, però els seus oficials li van recomanar aturar-se; quan es va retirar fou atacat pels jueus que el van derrotar en la Batalla de Betòron
Gal va enviar missatgers a Neró que era a Acaia, i va fer un informe el més favorable possible per ell mateix, però l'emperador va comissionar a Vespasià per portar la guerra. Sembla que va morir l'any 67, abans de l'arribada del seu successor Gai Licini Mucià.